# Comprador
Il termine comprador o compradore (in cinese: 買辦) è un termine della lingua portoghese con cui, nell'area cinese di Hong Kong si indicava un tempo (ed in alcuni casi ancora oggi) una "persona che svolge la funzione di agente per un'organizzazione estera e ne promuove gli investimenti in loco in campo commerciale, economico o politico". I compradores agivano in particolare in Asia e nel Sudest asiatico.

## Etimologia e storia
Il termine comprador deriva dal corrispondente portoghese che significa "compratore" e deriva a sua volta dal verbo latino comparare, nel senso di "procurare". L'uso originario della parola in Asia orientale indicava proprio un nativo dei luoghi che assisteva i compratori europei nella trattazione dei loro affari, in particolare a Guangzhou, nella Cina meridionale e nella vicina colonia portoghese di Macao. Il termine con gli anni si è evoluto a significare una vera e propria figura commerciale ricercata dalle aziende straniere che intendevano affermarsi in Asia orientale e che spesso sfruttavano chi disponeva di ottimo bilinguismo per trattare. I compradores avevano un'importante posizione nella Cina meridionale dove erano soliti comprare e vendere te, seta, cotone e filati per corporazioni straniere o lavorare per sedi locali di banche straniere. Robert Hotung, famoso magnate, industriale e filantropo di Hong Kong, iniziò la propria carriera alla fine dell'Ottocento proprio come comprador per la Jardine, Matheson & Co., divenendo a soli 35 anni uno degli uomini più ricchi di Hong Kong.
Nella filosofia marxista, il termine comprador bourgeoisie venne applicato sovente a quella classe di borghesi di natura commerciale nelle regioni proprio dell'Asia orientale.
Con l'emergere (o il riemergere) della globalizzazione, il termine comprador è rientrato nel lessico di gruppi e classi commerciali nei paesi in via di sviluppo dove spesso le relazioni commerciali sono ancora fortemente subordinate ad enti esterni o ad aziende che hanno sedi esclusive nelle capitali. L'egiziano marxista Samir Amin ha discusso il ruolo dei compradores nell'economia globale contemporanea in una sua opera del 2011. L'economista indiano Ashok Mitra, ha accusato proprietari e managers di diversi marchi di attaccare l'industria softwaristica indiana definendoli in maniera dispregiativa come compradores.

## Compradoresfamosi

### Cina
- Zhang Jiaao (Shanghai)
- Zheng Guanying
- Tong King-sing (Guangdong)
- Ho Tung (Hong Kong)

### Bangladesh
- Latifur Rahman